# Manno Mannucci
Manno Mannucci, ou Manno di Banincasa dit Manno dé Cori (Florence, ? - ?) est un sculpteur sur bois italien, artiste en marqueterie, qui fut actif dans la première moitié du XVe siècle.

## Biographie
Manno Mannucci a été surnommé « Manno dé Cori » par le nombre et la qualité des chœurs qu'il a réalisé.
Il a réalisé de nombreuses œuvres, spécialement à Florence (Basilique Santa Croce) et à Città di castello (église San Domenico). Ses dates de naissance et  mort sont inconnues, mais on trouve trace de son activité au cours des années 1400 à 1430.

## Œuvres
- Chœur de la Basilique Santa Croce (entre 1400 et 1430), Florence.
- Chœur de l'église San Domenico (1435), Città di Castello.